# مالطا في الألعاب الأولمبية الصيفية 2004
نافست مالطا في دورة الألعاب الأولمبية الصيفية 2004 في أثينا، اليونان، في الفترة من 13إلى 29 أغسطس 2004. وكان هذا الظهور هو الثالث عشر للبلاد في دورة الألعاب الأولمبية منذ بدايته في عام 1928.
و قد أرسلت اللجنة الأولمبية المالطية سبعة رياضيين، وهم أربعة رجال وثلاث نساء، للتنافس في هذه الدورة دون الحصول على أية ميدالية.